# Крупнозубая мышь
Крупнозубая мышь (лат. Uranomys ruddi) — вид грызунов семейства мышиных. Единственный представитель рода Uranomys.

## Внешний вид и строение
Длина туловища с головой 8,4—13,4 см, хвоста 5,3—7,9 см, вес 41—53 г. Шерсть на спине очень длинная, от тёмно-коричневого до красного и серого цвета. Низ тела от серого до белого цвета. Хвост покрыт короткими волосами, тёмного цвета сверху, а снизу бледнее. Ступни широкие и с тремя удлинёнными указательным, средним и безымянным пальцами. Самки имеют 12 молочных желёз.
Зубная формула: {\displaystyle I{1 \over 1}C{0 \over 0}P{0 \over 0}M{3 \over 3}=16}

## Распространение и места обитания
Обитают на территории Африки в следующих странах: Бенин, Камерун, Центральноафриканская Республика, Чад, Демократическая Республика Конго, Кот-д'Ивуар, Эфиопия, Гана, Гвинея, Кения, Либерия, Малави, Мозамбик, Нигерия, Сенегал, Сьерра-Леоне, Того, Уганда, Зимбабве. Населяют влажные саванны, луга и заросли кустарников. Встречаются также на краю леса, но не в самом лесу.

## Питание и образ жизни
Крупнозубые мыши считается ночным видом. Питаются преимущественно насекомыми. Роют норы глубиной 15 см с двумя выходами. В норе делают гнездо из травы. Пищу не запасают.
В Кот-д’Ивуаре размножаются в течение года, с пиком с сентября по декабрь, когда в выводке в среднем от 4 до 5,7 детенышей, а в другие месяцы выводок включает 2,6—3,7 детенышей.

## Угрозы и охрана
Кажется, нет серьезных угроз для этого распространённого вида. Неизвестно, обитает ли он на какой-либо из охраняемых территорий.